# Саланов, Алексей Михайлович
Алексей Михайлович Саланов (март 1907, Курмыш, Курмышский уезд, Симбирская губерния, Российская империя — 25 октября 1968 года, Горький, РСФСР) — советский партийный и государственный деятель, председатель Горьковского облисполкома (1950—1955).

## Биография
Родился в семье крестьянина-бедняка.
Член ВКП(б) с 1928 г. В 1930 г. окончил экономический факультет Казанского государственного университета им. В. И. Ленина по специальности экономист-плановик.
До 1925 г. работал в сельском хозяйстве отца и одновременно учился в школе II ступени.
- 1925—1927 гг. — ответственный секретарь Курмышского волостного комитета ВЛКСМ (Ульяновская губерния),
- 1930—1931 гг. — директор индустриально-технического техникума (Елабужский район Татарской АССР),
- 1931—1932 гг. — заведующий агитационно-пропагандистским отделом Елабужского районного комитета ВКП(б),
- 1932—1933 гг. — в комитете ВКП(б) завода № 40 имени В. И. Ленина (Казань),
- 1933—1935 гг. — заместитель начальника, начальник политического отдела машинно-тракторной станции (Татарская АССР),
- 1935—1937 гг. — первый секретарь Кайбицкого районного комитета ВКП(б) (Татарская АССР),
- 1937—1940 гг. — заведующий сельскохозяйственным отделом Татарского областного комитета ВКП(б),
- 1940—1941 гг. — инструктор отдела партийных кадров Управления кадров ЦК ВКП(б),
- 1941—1942 гг. — третий секретарь Челябинского областного комитета ВКП(б),
- 1942—1945 гг. — ответственный организатор Управления кадров ЦК ВКП(б),
- 1945—1947 гг. — второй секретарь Кировского областного комитета ВКП(б),
- 1947 г. — в распоряжении ЦК ВКП(б),
- 1947—1950 гг. — представитель Совета по делам колхозов при Совета Министров СССР по Горьковской области,
- 1950—1955 гг. — председатель исполнительного комитета Горьковского областного Совета, в 1955 г. был освобожден от обязанностей члена Бюро обкома КПСС как «не справляющегося с работой»,
- 1955—1957 гг. — начальник Горьковского областного управления совхозов,
- 1957—1962 гг. — председатель Горьковского областного Союза потребительских обществ.

Депутат Верховного Совета РСФСР 2-4 созывов.
С июня 1962 г. на пенсии.
Скончался 25 октября 1968 года. Похоронен в Нижнем Новгороде на Красном кладбище (13 уч.).

## Награды и звания
Награждён орденом Знак Почёта, медалями «За оборону Москвы», «За оборону Кавказа», «За доблестный труд в Великой Отечественной войне 1941—1945 гг.».